# Cultura di Oksywie

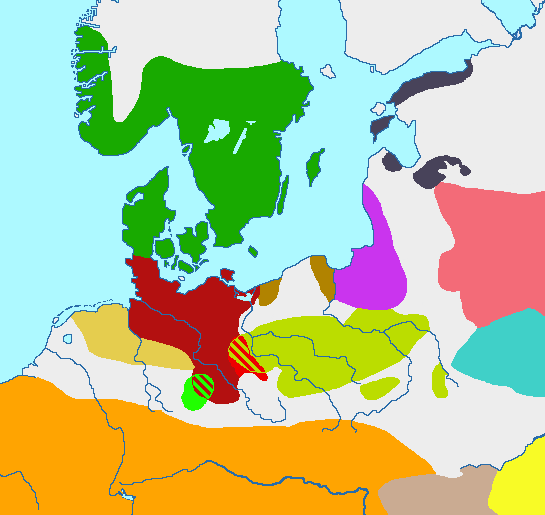
Estensione geografica della Cultura di Oksywie evidenziata in marrone

La cultura di Oksywie ebbe origine nella Pomerania orientale, nei pressi della bassa Vistola, fra il II secolo a.C. e il I secolo d.C.. Prende il nome dal villaggio di Oksywie, oggi parte della città di Gdynia nella Polonia settentrionale, dove furono rinvenuti reperti archeologici tipici di questa cultura.
Le ricerche archeologiche degli ultimi decenni svolte in Pomerania e in Polonia suggeriscono che la transizione dalla precedente cultura pomeranica ebbe inizio a partire dal II secolo a.C. circa.
Come altre culture di questo periodo, anche quella di Oksywie mostra alcuni segni dell'influenza della cultura di La Tène. Tuttavia, in termini di identità etnolinguistica, il periodo e la posizione geografica possono suggerire che le culture di Pomerania e/o di Oksywie fossero legate alle lingue del Baltico occidentale, da tempo estinte, e, in particolare, alla poco conosciuta lingua baltica di Pomerania.
Le ceramiche e le usanze funerarie della cultura di Oksywie indicano forti legami con la cultura di Przeworsk. Gli uomini deponevano le loro ceneri solo in urne nere di buona fattura, con finiture raffinate e una fascia decorativa intorno. Le loro tombe erano fornite di oggetti pratici per l'aldilà, come utensili e armi. In genere sepolti con l'uomo, questa cultura poneva anche spade con un bordo unilaterale e le tombe erano spesso coperte o segnate da pietre. Le ceneri delle donne venivano sepolte in cavità e rifornite di oggetti femminili.
Tuttavia, sono stati proposti anche collegamenti tra la cultura Oksywie e i Bastarni e/o i Rugi.